# Triumph Engineering
Triumph Engineering Co Ltd fue una compañía de fabricación de motocicletas británica, con sede originalmente en Coventry y luego en Solihull, en Meriden. Estuvo operativa entre 1936, cuando se separararon los negocios de fabricación de motos y de coches propiedad de Triumph Motor Company; y 1983, cuando tuvo que cerrarse por problemas financieros.
Durante estos 47 años, pasó a ser propiedad de su rival Ariel en 1936, a formar parte del grupo BSA a partir de 1951, y a integrarse en Norton-Villiers-Triumph en 1972, antes de su desaparición en 1983. 
Una nueva compañía, Triumph Motorcycles Ltd. con sede en Hinckley, obtuvo los derechos del nombre tras el fin de la empresa anterior, y posteriormente se convirtió en uno de los principales fabricantes de motocicletas del mundo.

## Orígenes

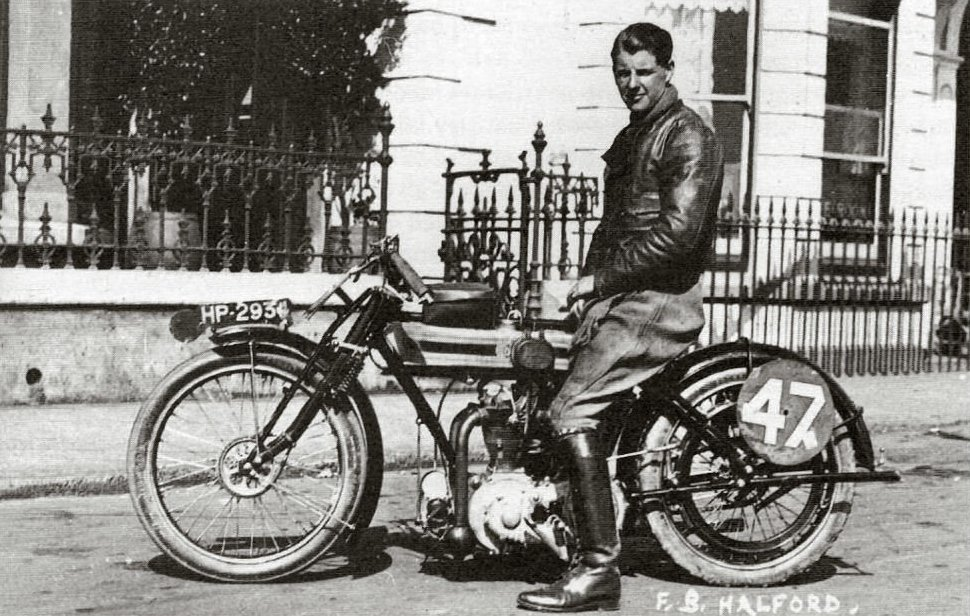
Triumph Ricardo (1922)

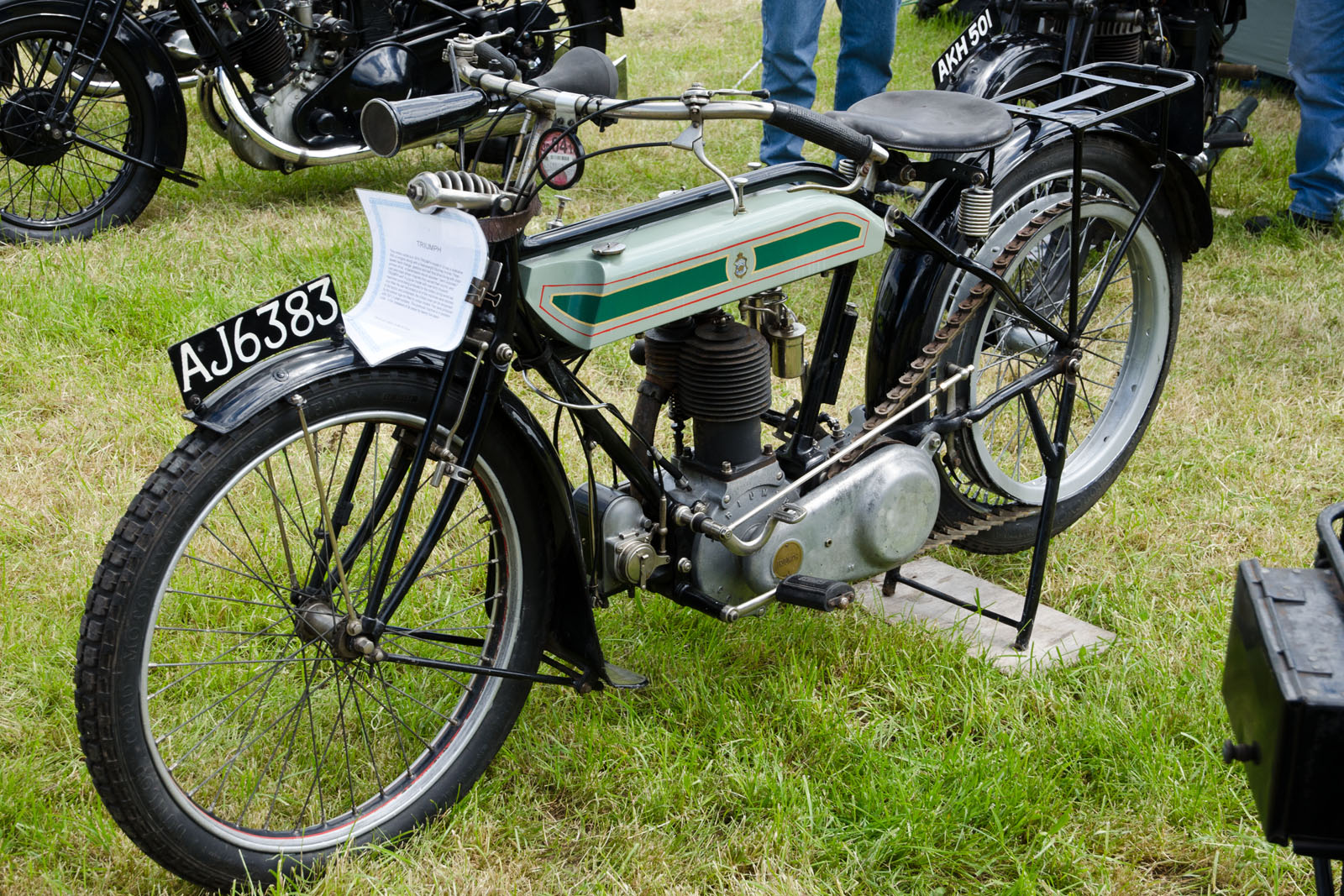
Triumph Model H, la Trusty Triumph. Se construyeron 57.000 unidades entre 1915 y 1923

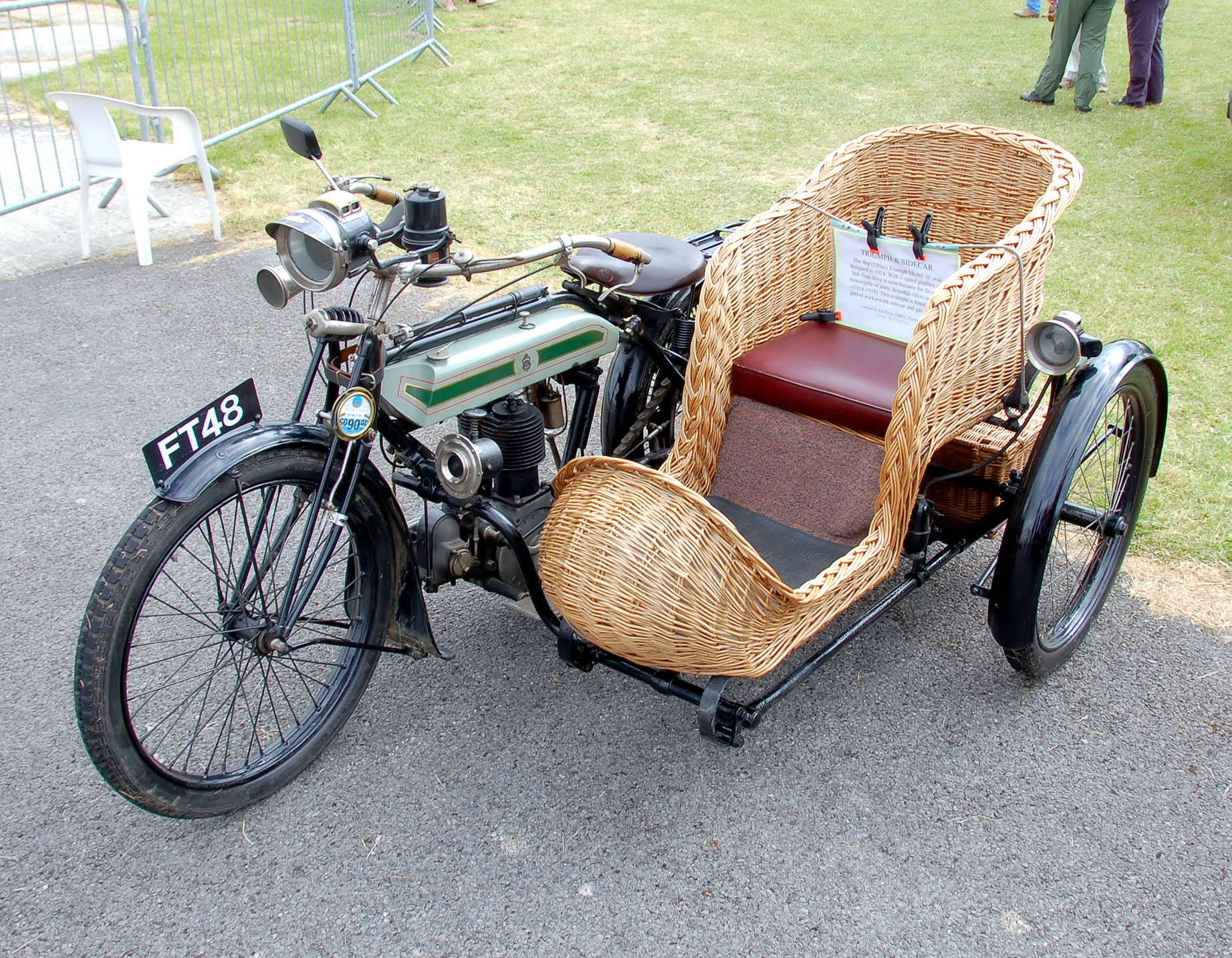
Triumph Model H con sidecar

La compañía fue fundada por Siegfried Bettmann, que había emigrado desde Núremberg (por entonces parte del Imperio alemán) a Coventry en 1893.
En 1884, a la edad de 20 años, Bettmann había fundado su propia compañía, la "Agencia de Importación y Exportación S. Bettmann & Co.", en Londres. Los productos originales con los que comerciaba eran bicicletas, que la empresa compraba y luego vendía bajo su propio nombre. También distribuía máquinas de coser importadas de Alemania.
En 1886, Bettmann buscó un nombre más específico, y la compañía se hizo conocida como Triumph Cycle Company. Un año más tarde, la empresa se registró como "New Triumph Co. Ltd", con fondos aportados por el fabricante de neumáticos Dunlop Pneumatic Tyre Company. Durante ese año, otro nativo de Núremberg, Moritz Schulte, se unió a la compañía como socio.
Schulte animó a Bettmann a transformar Triumph en una empresa manufacturera, y en 1888 Bettmann compró unos terrenos en Coventry usando dinero prestado por su familia y la de Schulte. El negocio comenzó a producir las primeras bicicletas con la marca Triumph en 1889. En 1896, la empresa también abrió una fábrica de bicicletas en Núremberg.
En 1898, se decidió ampliar la producción en Coventry para incluir motocicletas, y en 1902 la compañía produjo su primera máquina, una bicicleta equipada con un motor belga Minerva.

En 1903, después de vender más de 500 motocicletas, Triumph comenzó a producirlas en la fábrica de Núremberg. Durante los primeros años, la compañía basó sus diseños en los de otros fabricantes, pero en 1904 comenzó a fabricar modelos basados en sus propios diseños, y en 1905 se vio la primera motocicleta diseñada en su totalidad por la compañía. A finales de ese año, se habían producido más de 250.
En 1907, después de que se abriera una factoría más grande, se fabricaron 1000 máquinas. Así mismo, Triumph había iniciado una marca de gama baja, Gloria, también producida en la planta original de la empresa.
La confusión entre las motocicletas producidas por las compañías Triumph de Coventry y de Núremberg, dio como resultado que los productos de esta última pasaran a llamarse "Orial" para ciertos mercados de exportación. Sin embargo, una compañía llamada Orial ya existía en Francia, por lo que las motocicletas de Núremberg fueron renombradas nuevamente como "TWN", acrónimo de Triumph Werke Nürnberg.

## Primera Guerra Mundial y la década de 1920

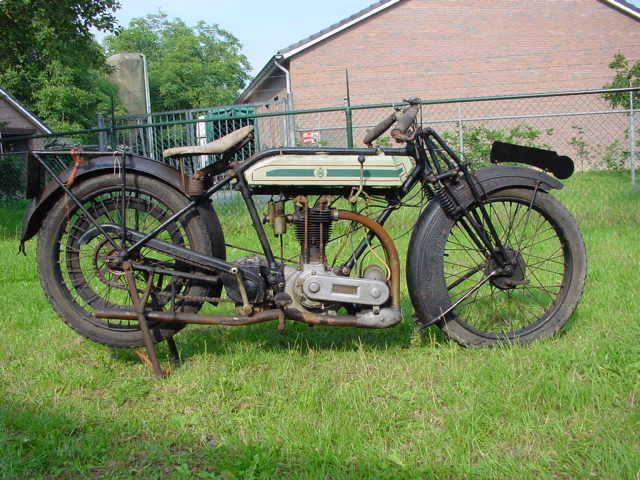
Triumph Ricardo (1924)

El comienzo del Primera Guerra Mundial supuso un impulso para la compañía, ya que la producción se adaptó para contribuir al esfuerzo de guerra. Más de 30.000 motocicletas, entre ellas la Model H Roadster (también conocida como "Trusty Triumph", a menudo citada como la primera motocicleta moderna), fueron suministradas a los Aliados.
Después de la guerra, Bettmann y Schulte no estaban de acuerdo con la planificación, ya que Schulte deseaba reemplazar la producción de bicicletas por los automóviles. Schulte terminó su asociación con la compañía, pero durante la década de 1920, Triumph compró la antigua fábrica de automóviles de la empresa Hillman en Coventry y produjo un automóvil de salón en 1923 con el nombre de Triumph Motor Company. Harry Ricardo produjo un motor para su última motocicleta.
A mediados de la década de 1920, Triumph se había convertido en uno de los principales fabricantes de motocicletas y automóviles de Gran Bretaña, con una planta 500 000 ft² (46 452 metros cuadrados) capaz de producir hasta 30.000 motocicletas y automóviles cada año. La demanda de sus motos en el extranjero hizo que las ventas de exportación se convirtieron en una fuente principal de los ingresos de la compañía, aunque para los Estados Unidos, los modelos de Triumph se fabricasen bajo licencia. El primer éxito automotriz de la compañía fue el modelo Super Seven, que debutó en 1928. Poco después, se desarrolló el modelo Super Eight.

## 1930

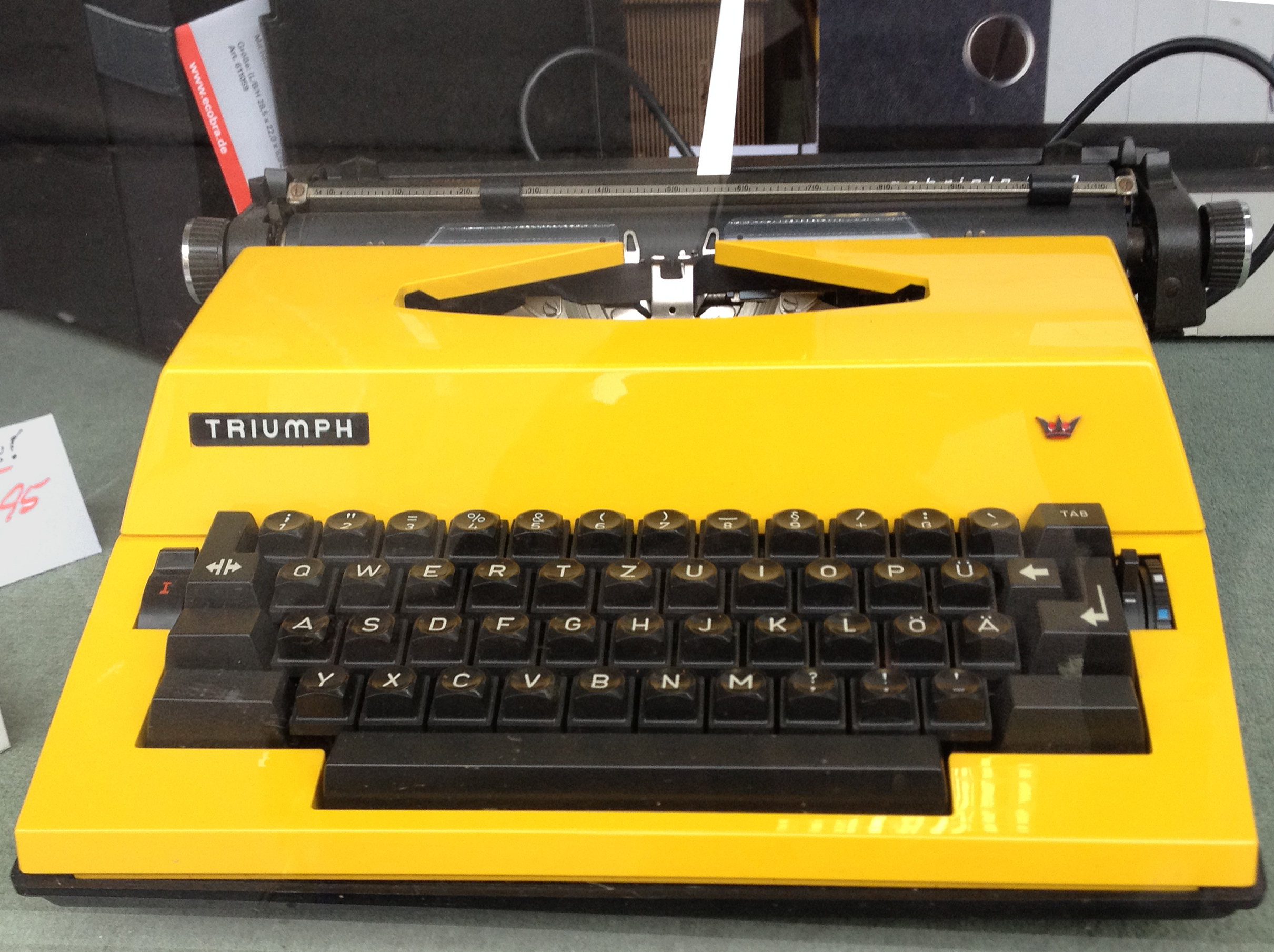
Máquina de escribir Triumph Gabriele 3, que se fabricó mediante la fusión de Adler y Triumph.

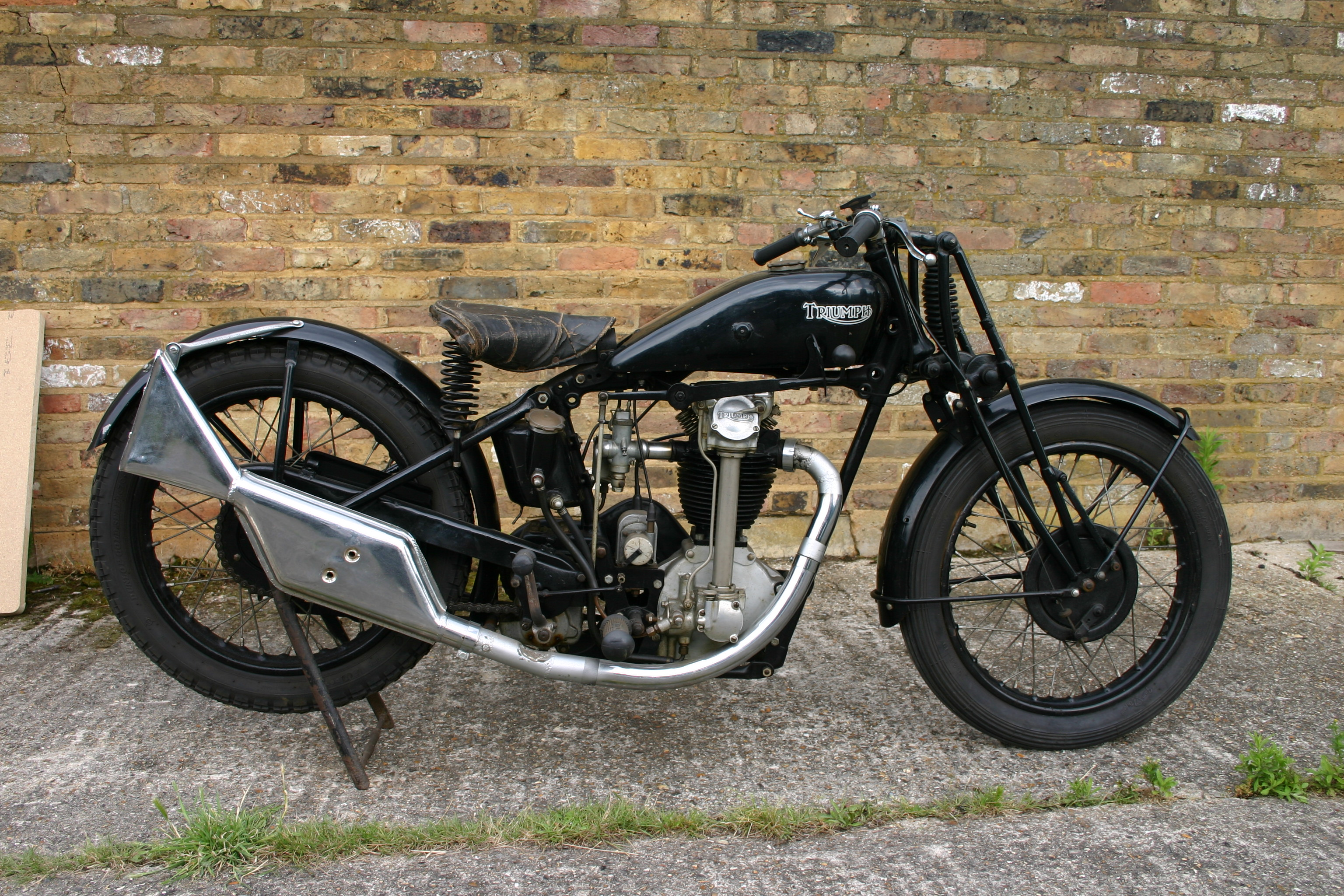
Prototipo Triumph con árbol de levas en cabeza accionado por engranajes cónicos (1929)

Cuando la Gran Depresión comenzó en 1929, Triumph vendió su subsidiaria alemana como una compañía separada y de propiedad independiente, que luego se fusionó con la compañía Adler para convertirse en Triumph-Adler Company, siguiendo la producción de vehículos y máquinas de escribir. La compañía de Núremberg continuó fabricando motocicletas como TWN (Triumph Werke Nürnberg) hasta 1957. En 1932, Triumph vendió otra parte de la compañía, sus instalaciones de fabricación de bicicletas a Raleigh Bicycle Company. Para entonces, la empresa había tenido problemas financieros, y Bettmann se había visto obligado a dejar el cargo de presidente. Se retiró por completo en 1933.
En 1936, las dos secciones de la empresa (motocicletas y automóviles) se convirtieron en negocios separados. Triumph siempre tuvo problemas para obtener ganancias de los automóviles, y tras la quiebra de 1939, el negocio automovilístico fue adquirido por la Standard Motor Company.
El negocio de motocicletas, con mejores perspectivas, fue adquirido en 1936 por Jack Sangster, quien también era dueño de la compañía de motocicletas Ariel, uno de los rivales más importantes de Triumph. Ese mismo año, la compañía comenzó sus primeras exportaciones a los Estados Unidos, que rápidamente se convirtieron en su mercado más importante. Sangster fundó la Triumph Engineering Co Ltd., dirigida en gran parte por ex empleados de Ariel, como Edward Turner, que diseñó la motocicleta Triumph Speed Twin con motor de 500 cc, lanzada en septiembre de 1937, en la que se basaron todos los modelos con motores bicilíndricos de la compañía hasta 1980. Contrariamente a lo que se afirma con frecuencia, este no fue el primer bicilíndrico paralelo de Triumph. El primero fue el modelo 6/1, diseñado por Val Page e introducido en 1933. Este primer bicilíndrico tuvo un notable éxito en las carreras, pero en última instancia fue impopular entre el público y no se vendió bien.
Después de que Turner accediese a la dirección, con su habitual estilo brusco, el 6/1 se reemplazó por su propio diseño. El motor 6/1 sería reutilizado posteriormente, con algunas modificaciones, como el BSA A10. En 1939, se lanzó la Tiger T100 de 500 cc, capaz de alcanzar 100 mph (161 kilómetros por hora), justo antes del comienzo de la guerra.

## Segunda Guerra Mundial

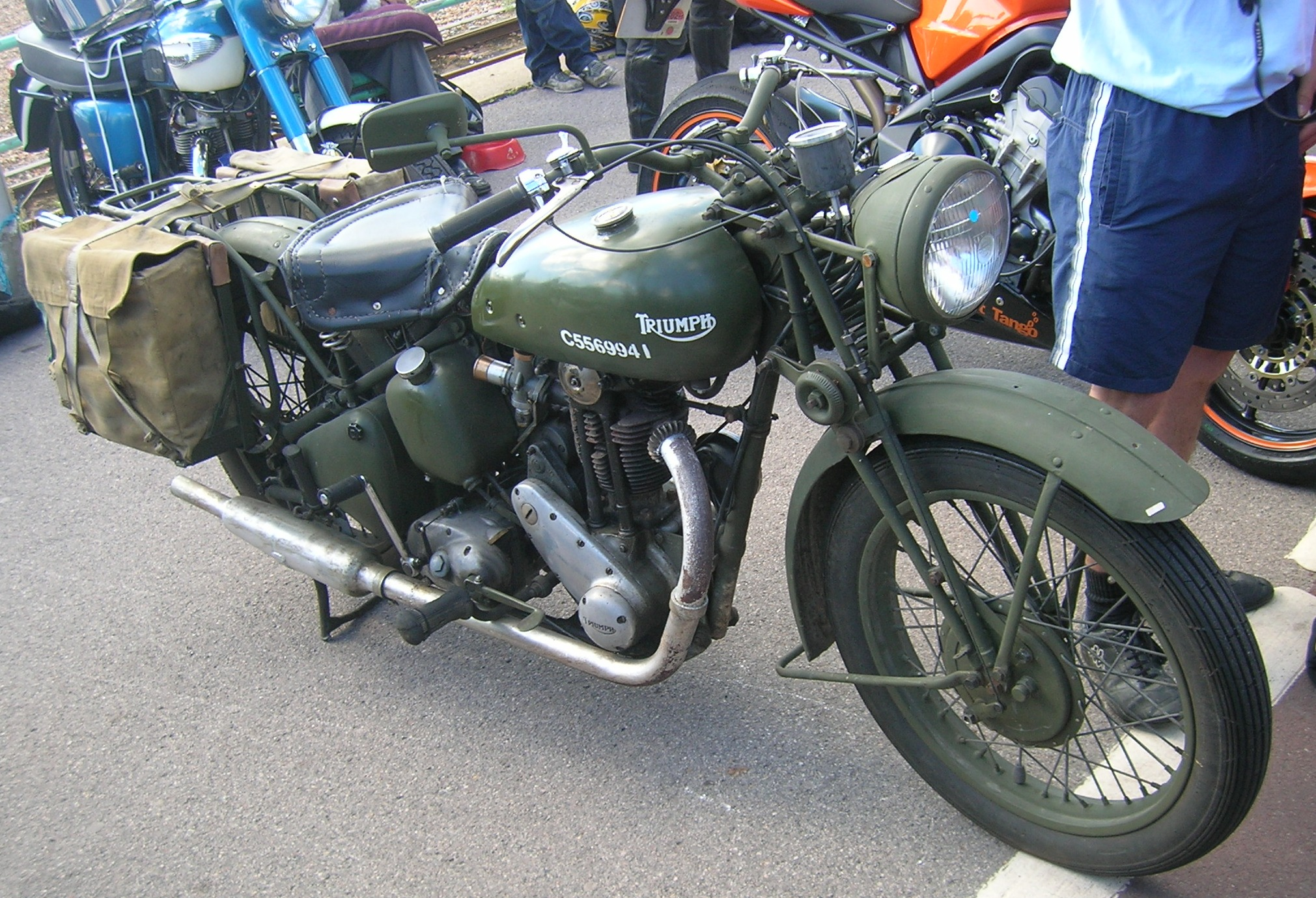
Triumph 3HW 350cc monocilíndrica, fabricada en Meriden hacia 1942

Las Triumph se fabricaron en Coventry hasta la Segunda Guerra Mundial. La ciudad fue prácticamente destruida por completo durante el conocido como "bombardeo de Coventry" (del 7 de septiembre de 1940 a mayo de 1941). Las herramientas y la maquinaria que se pudieron recuperar de la devastación permitieron reiniciar la producción en una nueva planta industrial construida en Meriden, Warwickshire, en 1942.

## Etapa de la posguerra

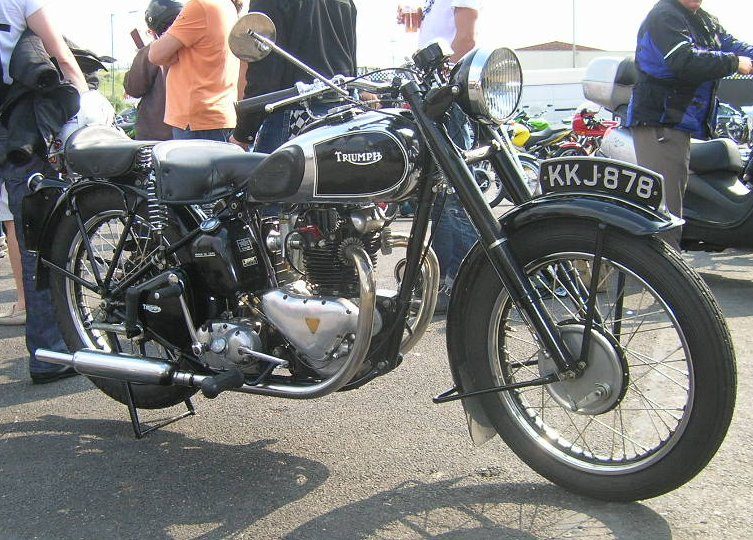
Triumph 3T, sustituida por las Speed Twin y Thunderbird

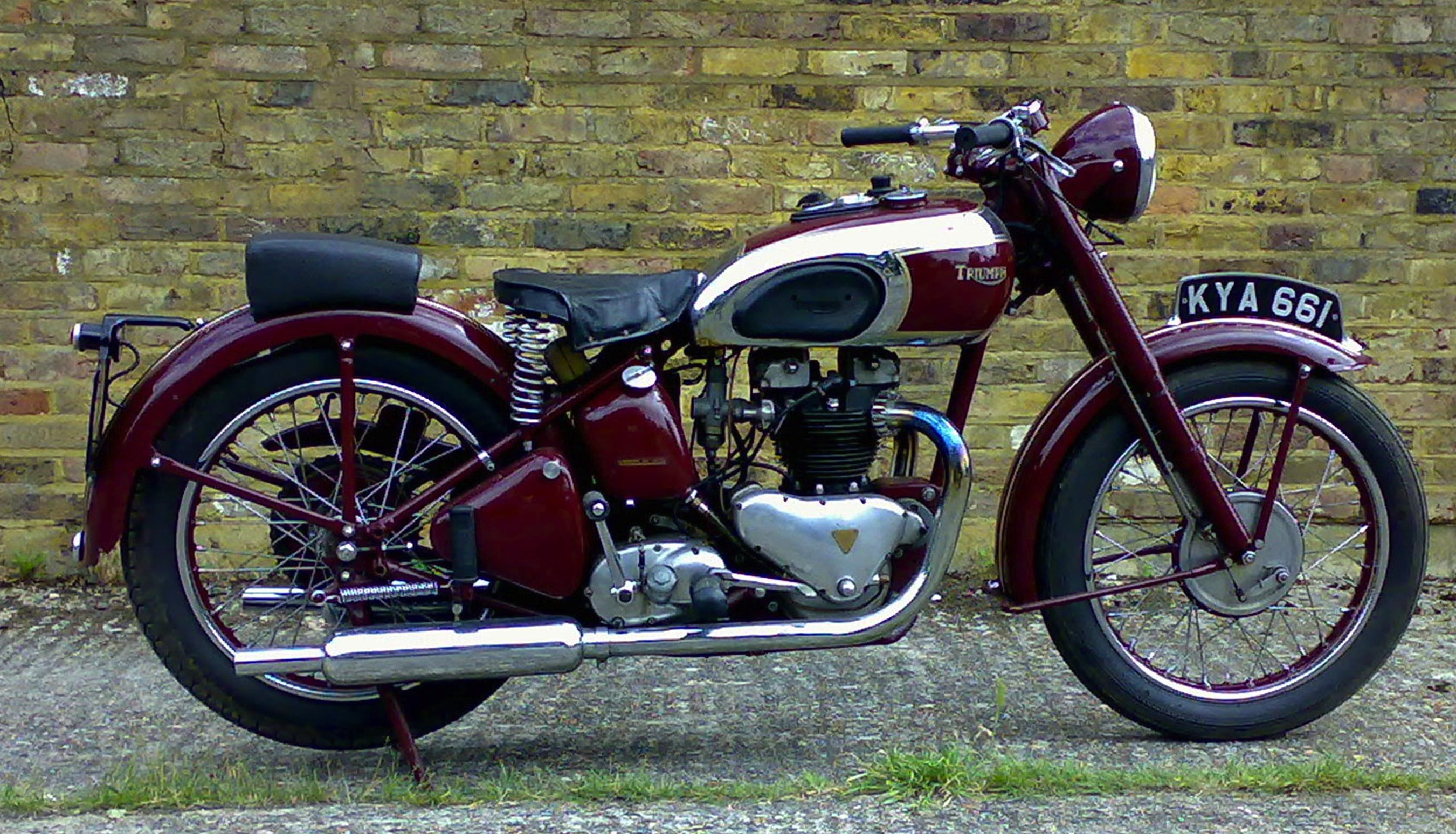
Triumph Speed Twin horquilla frontal telescópica

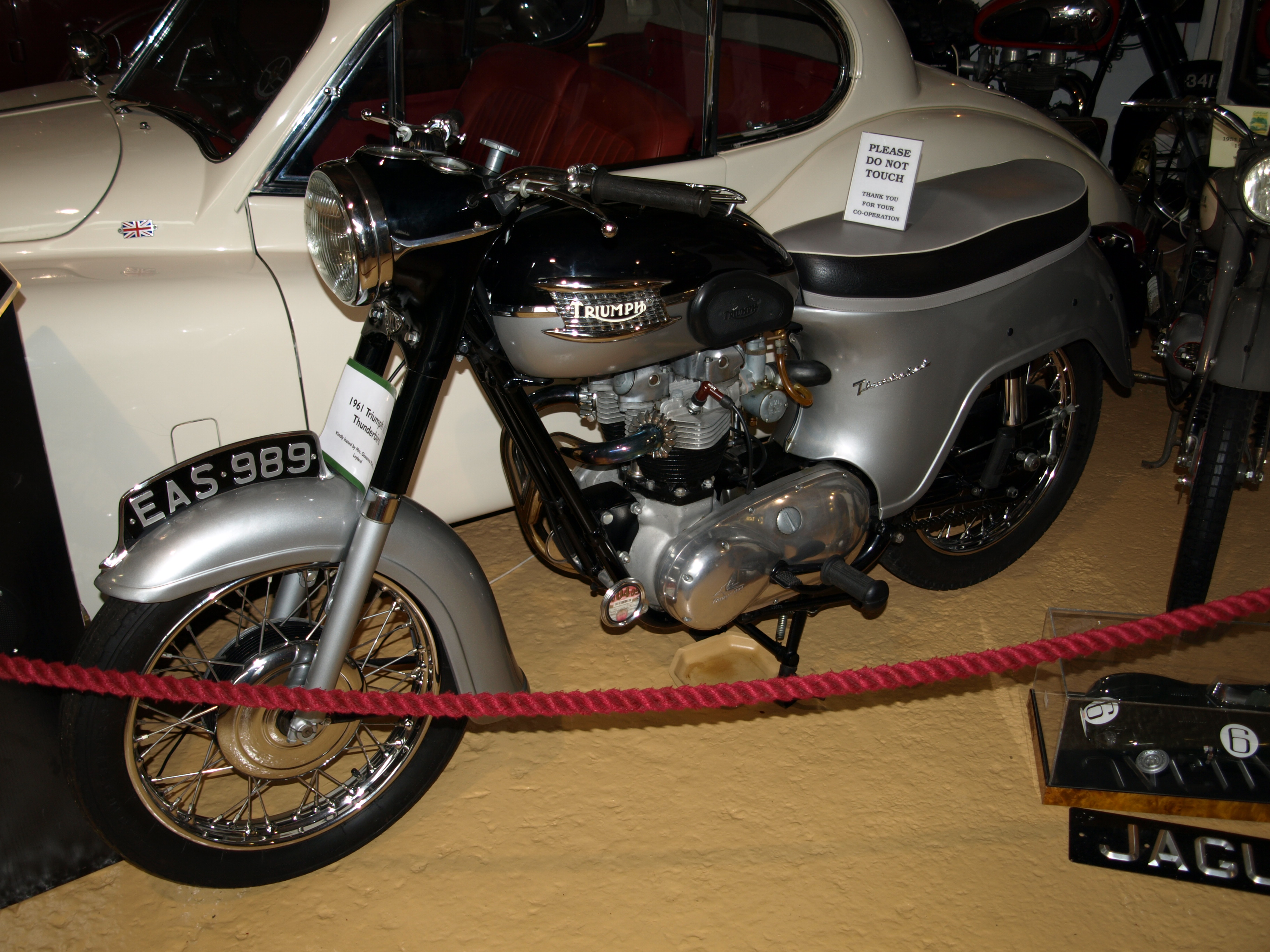
Triumph Thunderbird con carenado posterior en "bañera" y tubos de escape dobles (1964)

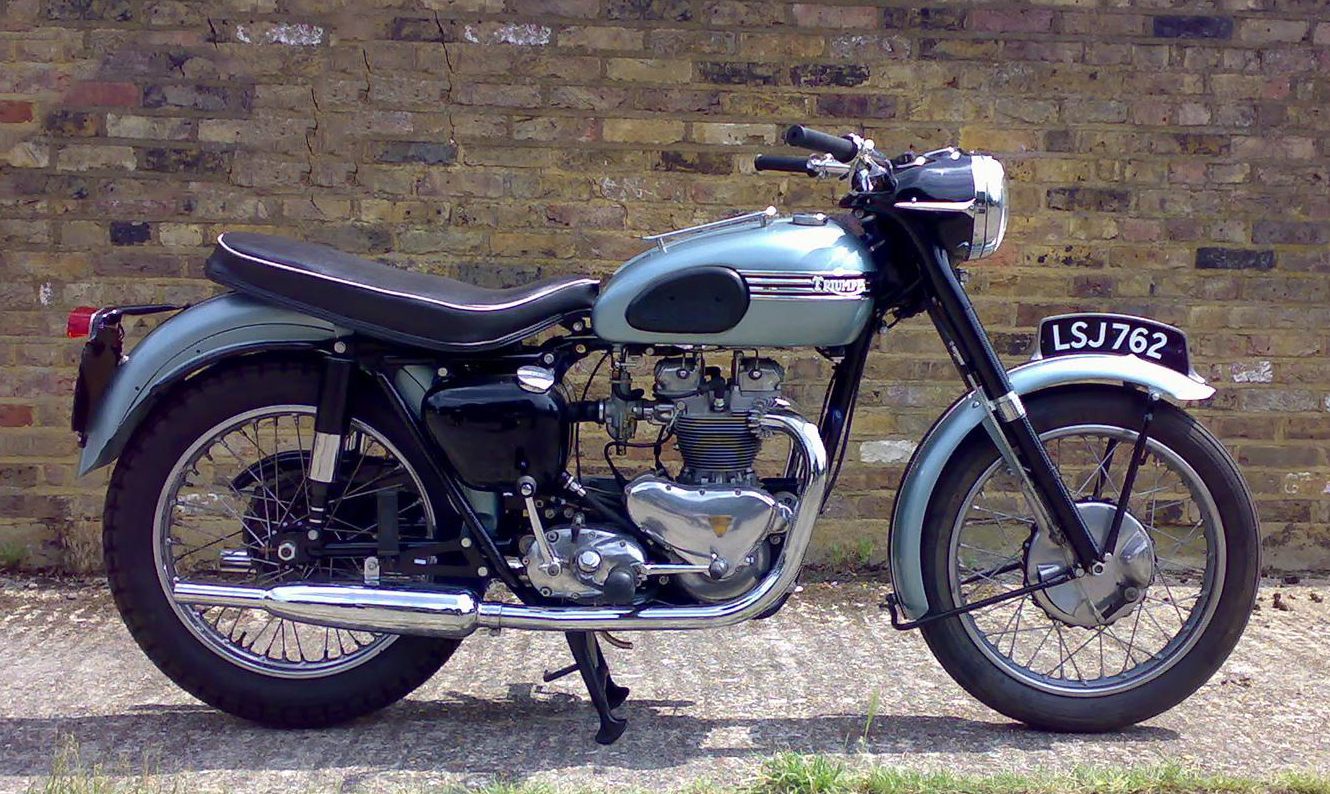
Triumph Tiger 100

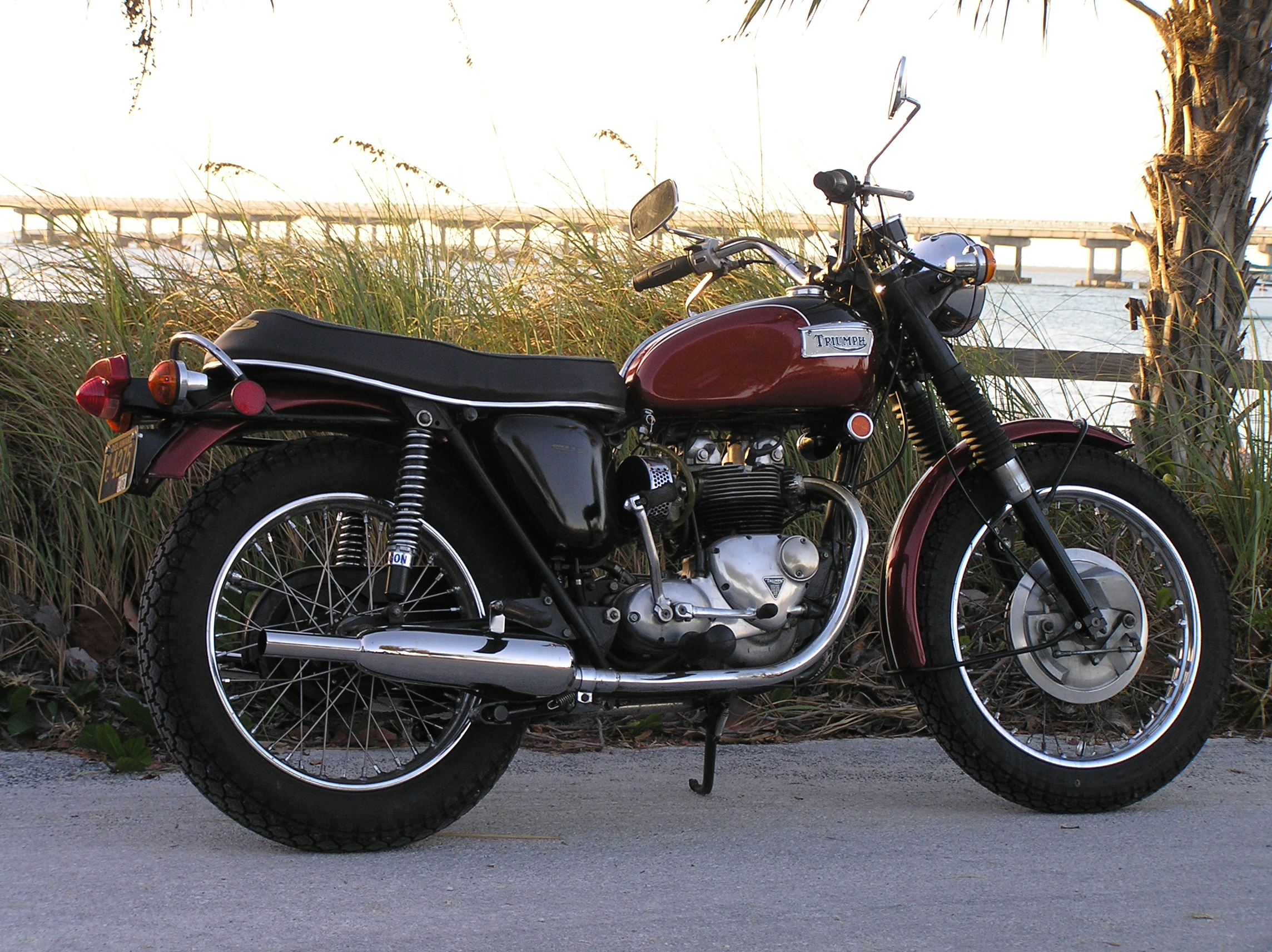
Triumph Daytona (1971)

La Triumph Speed Twin diseñada por Edward Turner antes de la guerra se produjo en grandes cantidades después del conflicto. Los esfuerzos para liquidar las deudas estipuladas por la Ley de Préstamo y Arriendo causaron que casi el 70% de la producción de posguerra de Triumph se enviara a los Estados Unidos. Las Speed Twin y Triumph Tiger 100 de posguerra estaban disponibles con un sistema de amortiguación propio, el primer intento de Triumph de incorporar una suspensión trasera.
Muchos pilotos de escuderías privadas modificaron los motores de sus Triumph Tiger 100 con bloques de aleación de aluminio obtenidos de excedentes de la guerra con excelentes resultados, inspirando el diseño del modelo Triumph GP. En 1950 se agotó el suministro de aleación de aluminio, y con él finalizó la producción del modelo GP. Sin embargo, el mercado estadounidense seguía mostrando una demanda considerable de estas motos, por lo que se consiguió el material necesario para fabricar un bloque de aleación de aluminio con aletas de refrigeración, fundido a presión. La culata de aleación de aluminio hizo que el ruido de las válvula fuera más elevado, por lo que se introdujeron unas levas de perfil más suave para evitar este problema.
Otra motocicleta basada en el motor desarrollado en tiempos de guerra fue la TR5 Trophy Twin de 498 cc, presentada en el Motor Cycle Show de 1948. Utilizaba un único carburador, y su propulsor era una versión de baja compresión del motor de Grn Premio. Ese mismo año, Gran Bretaña ganó la prestigiosa Prueba Internacional de los Seis Días. El equipo de fábrica de Triumph terminó la prueba sin penalizaciones. Un miembro del equipo, Allan Jefferies, había estado pilotando lo que equivalía a una versión prototipo.
Mercado estadounidense
Para satisfacer la demanda estadounidense de motocicletas adaptadas a las carreras de larga distancia, Turner construyó una versión de 650 cc del diseño Speed Twin. La nueva moto se denominó Thunderbird (un nombre que Triumph más tarde vendería a la Ford Motor Company para su uso en un modelo de automóvil). Solo un año después de que se introdujera la Thunderbird, un motociclista del Sur de California acopló a su Thunderbird 650 una culata con un carburador doble diseñada originalmente para carreras de Gran Premio, y denominó a la nueva máquina Wonderbird. Ese motor 650 cc, diseñado en 1939, conservó el récord de velocidad absoluta para motocicletas desde 1955 hasta 1970.
La marca Triumph recibió considerable publicidad en los Estados Unidos cuando Marlon Brando montó un Thunderbird 6T de 1950 en la película 1953, "Salvaje".
Venta a BSA
La empresa Triumph Motorcycle fue vendida a sus rivales de BSA por Sangster en 1951. Esta venta incluyó al propio Sangster como miembro de la junta directiva de BSA. Sangster se convertiría en presidente del Grupo BSA en 1956.
La Thunderbird (6T) de 650 cc fue una moto rutera con motor de baja compresión, mientras que la Tiger 100 de 500 cc era una motocicleta de alto rendimiento. Esto cambió en 1954, con el paso a los bastidores de brazos oscilantes y el lanzamiento de la Tiger 110 de 650 cc con culata de aleación de aluminio, que eclipsó a la Tiger 100 como modelo de alto rendimiento.
En 1959, la T120, una versión mejorada con carburador doble de la Triumph Tiger T110, llegó a ser conocida como la Triumph Bonneville. Cuando Triumph y otras marcas aumentaron su participación en el mercado, Harley se dio cuenta de que sus motocicletas de 1 litro o más no eran tan deportivas como les gustaría a los conductores modernos, lo que se tradujo en su menor cuota de mercado. Las Triumph fueron el modelo de referencia para el diseño de una nueva Harley-Davidson pequeña: la legendaria Sportster, una versión Harley de la Triumph Bonneville. Con su anacrónico motor bicilíndrico en V, la Sportster no era rival para la Bonneville, pero demostró ser un sólido competidor en el mercado estadounidense, y finalmente, también en longevidad.
Durante la década de 1960, a pesar de la oposición interna de aquellos que creían que reduciría la imagen masculina de la marca, Triumph produjo dos scooters: el Triumph Tina, un scooter de dos tiempos pequeño y de bajo rendimiento de aproximadamente 100 cc con embrague automático y una cesta por delante del manillar; y el Triumph Tigress, un scooter más potente disponible con un sencillo motor de dos tiempos de 175 cc o uno de 250 cc de 4 tiempos, para el público interesado en unas mayores prestaciones.
En 1962, el último año de los modelos "pre-unit" (con el bloque motor y la caja de cambios en una misma unidad), Triumph utilizó un bastidor con tubos de amortiguación delanteros dobles, pero se regresó al diseño tradicional con un solo tubo en los modelos siguientes. El tubo de amortiguación doble, o marco dúplex, se usó para las 650 bicilíndricas, como resultado de las roturas del bastidor en las Bonneville. Introducido en 1959, para el modelo del año 1960, pronto necesitó ser reforzado, y se terminó en 1962, con la introducción de los motores integrados para la gama 650. La 3TA (21) fue la primera unidad fabricada con amortiguadores dobles, seguida pronto por las 490 cc "500" con motores de carrera corta.
Desde 1963 todos los motores Triumph fueron de construcción integrada.
En 1969, Malcolm Uphill, pilotando una Bonneville, ganó la carrera del Tourist Trophy de la Isla de Man para motos de serie, con un promedio de carrera de 99,99 mph (160,92 kilómetros por hora) por vuelta, y registró la primera vuelta a más de 100 mph (161 kilómetros por hora) de una motocicleta de serie, a una velocidad de 100,37 mph (161,53 kilómetros por hora). Para muchos fanáticos de las Triumph, la Bonneville de 1969 fue el mejor modelo de Triumph de todos los tiempos.
Las ventas en Estados Unidos estaban alcanzado su máximo en 1967. En realidad, la demanda de motocicletas estaba aumentando, pero Triumph no podía satisfacerla.
Auge de las motos japonesas
Durante la década de 1960, se exportó el 60 % de toda la producción de la compañía, lo que, junto con el 80 % de las exportaciones de BSA, hizo al grupo vulnerable a la expansión japonesa en el Reino Unido. En 1969, el 50 % del mercado estadounidense de motocicletas con más de 500 cc pertenecía a Triumph, pero sus avances tecnológicos no habían sido equiparables a los de otras empresas extranjeras. Las Triumph carecían de arranque eléctrico, se basaban en varillas de empuje en lugar de levas elevadas, vibraban notablemente, a menudo goteaban aceite y tenían sistemas eléctricos anticuados; mientras que las marcas japonesas como Honda estaban construyendo nuevas motocicletas cada vez más atractivas, que se vendían por menos coste que sus competidoras británicas. Las motocicletas Triumph quedaron prácticamente obsoletas, incluso los nuevos modelos. Además, los procesos de fabricación de Triumph eran muy laboriosos y en gran parte ineficientes. También fue desastroso para la industria británica de motocicletas que durante los primeros años de la década de 1970, el gobierno de los Estados Unidos ordenó que todas las motocicletas importadas debían tener sus cambios de marcha y pedales de freno según la configuración japonesa, lo que requería una costosa renovación de todas las motocicletas para su venta en los Estados Unidos.
Triumph y BSA eran muy conscientes de la capacidad de Honda, pero mientras que los japoneses solo fabricaban modelos con motores más pequeños, el mercado de motores grandes se consideraba seguro. Cuando la primera Honda de 750 cc y cuatro cilindros se lanzó al público, las marcas británicas tuvieron problemas. A pesar de haber desarrollado y lanzado previamente un modelo de 3 cilindros y 750 cc (la BSA Rocket 3/Triumph Trident), las motocicletas japonesas fueron elogiadas en la prensa por su modernidad (frenos de disco, motores de 4 cilindros y carcasas de motores sin fugas de aceite). Las tricilíndricas británicas superaban a los motos japonesas de cuatro cilindros (en velocidad máxima, aceleración y manejo), pero las máquinas japonesas requerían menos mantenimiento y no tenían fugas de aceite.
El rediseño de la Tiger/Bonneville de 1970 disponía de un bastidor con un doble tubo amortiguador delantero y un depósito de combustible elevado, y tuvo una aceptación que no fue unánime por parte de los entusiastas de la marca en ese momento. En consecuencia, no bastó para recuperar a los usuarios de las motos japonesas vendidas desde 1969: la Honda 750 Four y la Kawasaki 500 Mach 3. La Triumph Bandit de 350 cc recibió cierta publicidad previa, pero su desarrollo se llevó a cabo sin más promoción. Triumph todavía fabricaba motocicletas, pero ya no parecían ser los modelos que los fanáticos de la marca esperaban. El modelo Trident atrajo su propio mercado, pero las motocicletas japonesas estaban mejorando cada vez más rápidamente.
Intervención del Gobierno Británico
El grupo matriz BSA tuvo pérdidas por valor de 8.5 millones de libras en 1971, 3 millones tan solo las propias motocicletas BSA. El gobierno británico se involucró en este grave problema, y la compañía fue vendida a la empresa Manganese Bronze Holdings, que también era propietaria de las marcas Norton, AJS, Matchless, Francis-Barnett, James-Velocette y Villiers.

## Norton-Villiers-Triumph
Después de que el grupo BSA quebró en 1972, Dennis Poore, el presidente de Norton-Villiers (una subsidiaria de Manganese Bronze Holdings) aprovechó las ayudas del gobierno para asumir el control de BSA/Triumph. Norton y BSA/Triumph se fusionaron en 1972 bajo el paraguas de una nueva compañía, Norton Villiers Triumph (NVT). Poore fue nombrado presidente del Grupo NVT y fue puesto al frente de la nueva compañía, a pesar de que Norton había producido muchas menos motocicletas que BSA/Triumph.
Poore realizó consultas con el personal de la fábrica para proponer los planes de consolidación que creyó necesarios para competir con los japoneses. En septiembre de 1973, anunció que la fábrica de Meriden se cerraría en febrero de 1974, con 3000 de sus 4500 empleados despedidos.

## Cooperativa de Motocicletas de Meriden

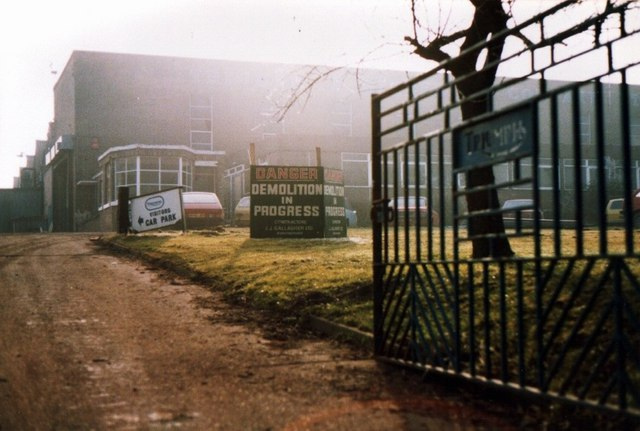
Demolición de la factoría de Triumph en Meriden (1984)

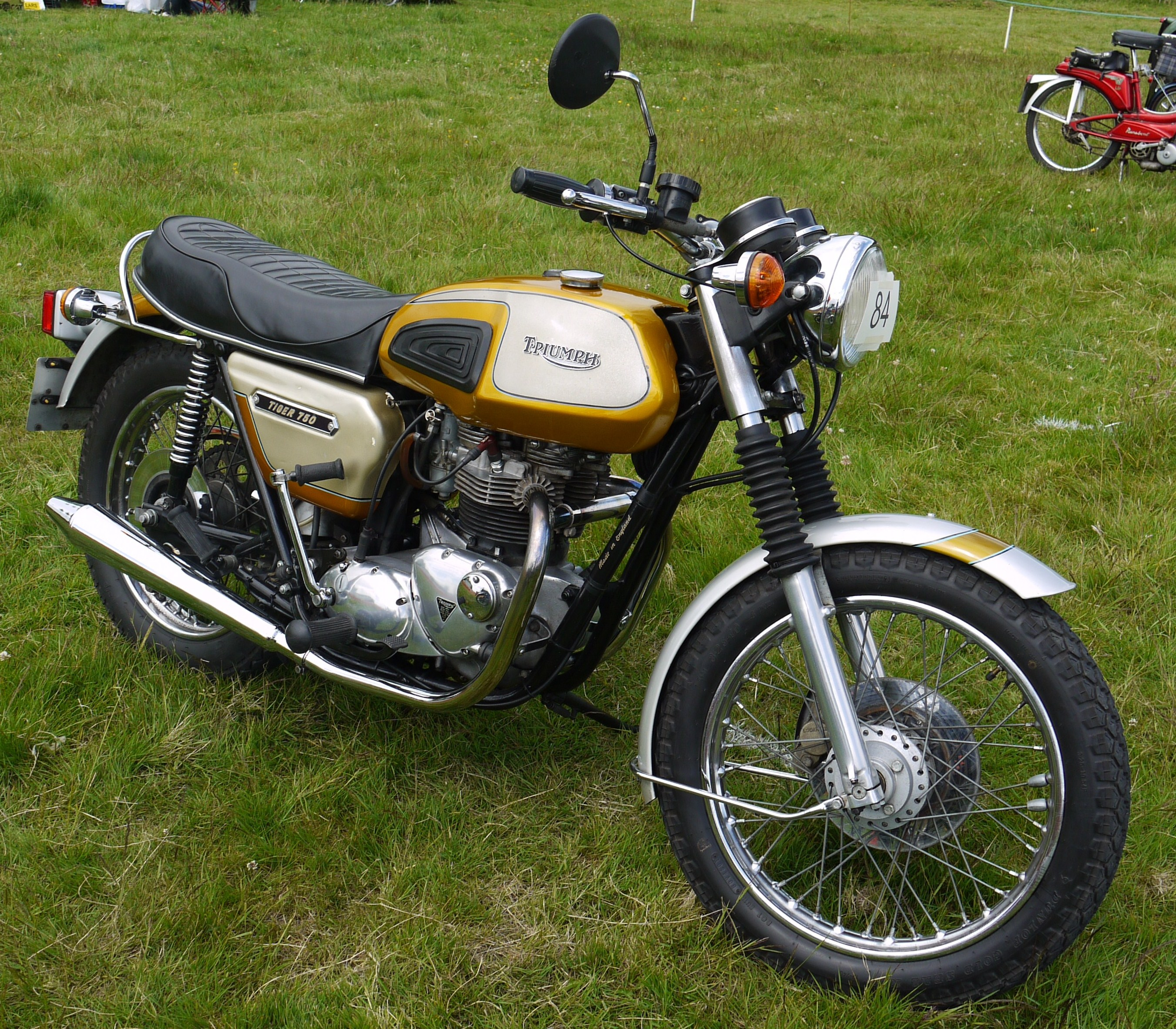
Triumph TR7V Tiger con escapes cónicos modificados (1977)

Preocupados por el desempleo y por la pérdida de sus productos ante una fábrica rival, los trabajadores de Triumph en Meriden se manifestaron en contra de la propuesta de reubicar el trabajo en Small Heath, Birmingham, en la factoría de la BSA, y organizaron una sentada que duró dos años. Con la ayuda política del recién electo gobierno laborista y, en particular, del entonces ministro de Comercio e Industria, Tony Benn, se formó la cooperativa de trabajadores de Meriden, que suministraba motocicletas Triumph de 750 cc a su único cliente, NVT.
Después del colapso de NVT en 1977, la cooperativa compró los derechos de comercialización de Triumph con más préstamos del gobierno, y posteriormente se convirtió en Triumph Motorcycles (Meriden) Limited. La empresa, con solo dos modelos de 750 cc, la Bonneville y la Tiger, comenzó bien con una versión de éxito, la Silver Jubilee Bonneville T140J de 1977, que en 1978 era la motocicleta europea más vendida en el vital mercado de los Estados Unidos.
Los modelos compatibles con la legislación de emisiones contaminantes durante 1978 y 1979, como la Triumph T140D Bonneville Special y la T140E Bonneville con ruedas de aleación de aluminio, se introdujeron en el mercado vital mercado estadounidense, pero una libra esterlina fuerte hizo que estas motos fueran prohibitivamente caras y no se vendieron en cantidades significativas. Además, a pesar de las actualizaciones como el arranque eléctrico y una Triumph Bonneville Executive T140EX con portaequipajes, en 1980 la deuda de Meriden era de 2 millones de libras, además de un préstamo anterior de 5 millones. En octubre de 1980, el nuevo gobierno británico conservador canceló los 8.4 millones adeudados, pero aun así dejó que la compañía adeudara otros 2 millones al Departamento de Garantía de Créditos a la Exportación de Gran Bretaña.
Durante sus últimos años, Meriden introdujo varios modelos novedosos, como la TR7T Tiger Trail de uso mixto y una Triumph TR65 Thunderbird de 650 cc, pero ninguno pudo detener el declive, empeorado por una recesión en el Reino Unido y una libra muy cara que perjudicó las ventas en los Estados Unidos. Sin embargo, la Triumph Royal Wedding T140LE Bonneville lanzada para conmemorar la boda del príncipe Carlos de Gales se convirtió un artículo de colección popular en 1981 y ese año la TR7T Tiger Trail de 750 cc ganó el rally Rallye des Pyrénées con un recorrido mixto carretera/campo a través. Los grandes pedidos para la policía de Nigeria y de Ghana se obtuvieron en momentos críticos, lo que salvó a la empresa durante 1981 y 1982 respectivamente. 1982 fue el último año de producción "completa", con el modelo Triumph T140 TSX de estilo personalizado y el modelo Triumph T140W TSS de 8 válvulas iniciado, aunque una culata con problemas de estanqueidad fabricada por contratistas externos y un desarrollo insuficiente erosionaron rápidamente su popularidad inicial en los mercados.
En 1983, la compañía cargada de deudas consideró brevemente la compra del Hesketh Motorcycles en bancarrota, e incluso llegó a realizar pruebas de comercialización de estas motocicletas con la marca Triumph. A pesar de haber promocionado un prototipo de motor bicilíndrico refrigerado por agua de 900 cc en la Exposición Nacional de 1983 para atraer inversiones externas, Triumph Motorcycles (Meriden) Ltd se declaró en bancarrota el 23 de agosto de 1983.

## Triumph Motorcycles (Hinckley) Ltd

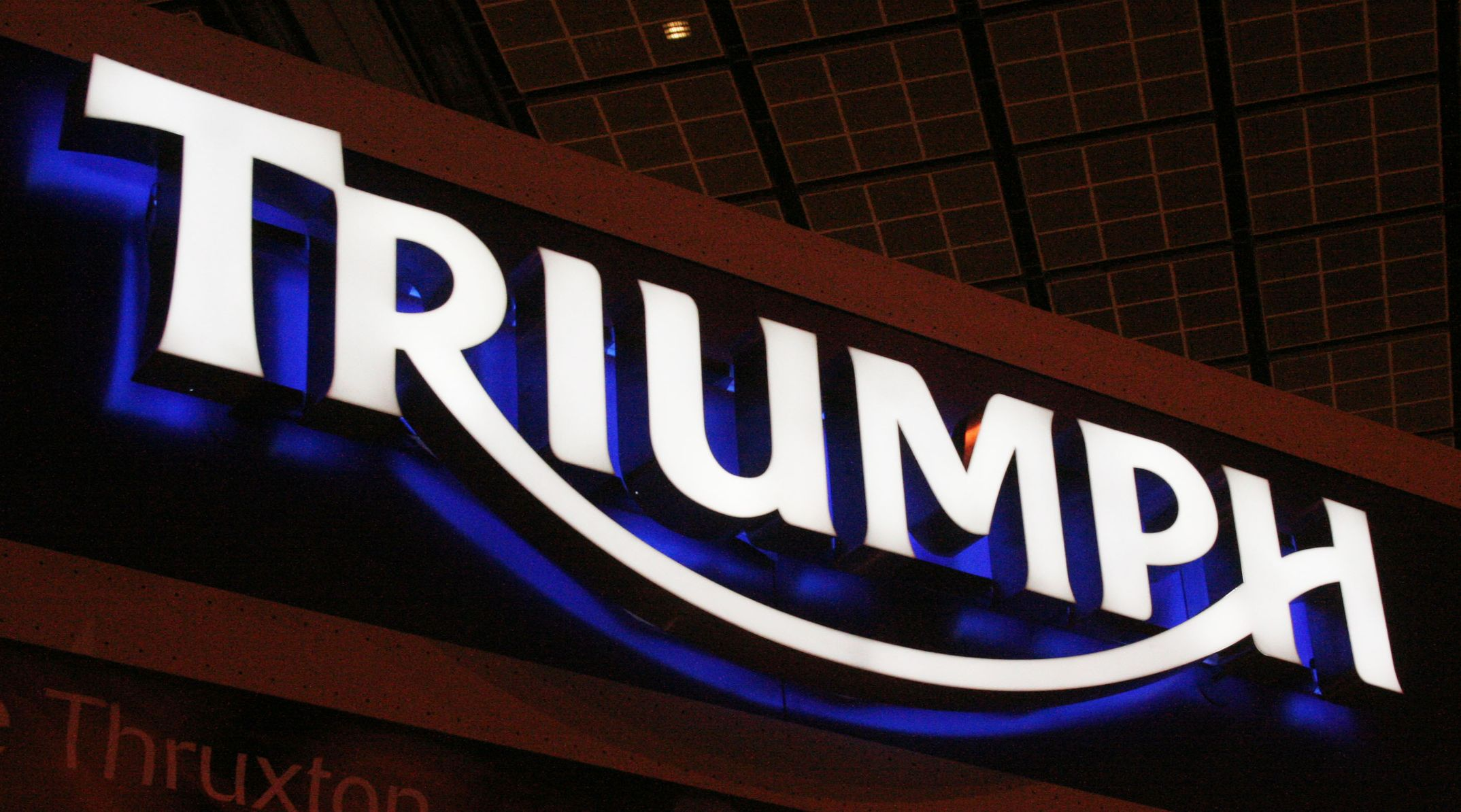
Logo de Triumph

Triumph Motorcycles (Hinckley) Ltd es el mayor fabricante de motocicletas británico sobreviviente. Cuando Triumph entró en un proceso de administración judicial en 1983, John Bloor, un ex yesero que adquirió su riqueza en el negocio de la construcción y en el desarrollo de propiedades inmobiliarias, se interesó en mantener viva la marca y compró el nombre y los derechos de fabricación a la administración concursal. La nueva compañía, inicialmente denominada Bonneville Coventry Ltd, permitía mantener la continuidad de la actividad de Triumph como fabricante de motocicletas desde 1902, ostentando el título del fabricante de motocicletas de producción continua más larga del mundo. Un acuerdo de licencia otorgado al fabricante de repuestos, Les Harris, mantuvo la Triumph Bonneville en producción hasta que Triumph inició una nueva gama durante 1990 y 1991. Triumph ha conseguido que su gama de motocicletas reviva los nombres de modelos del pasado, incluido un nuevo diseño denominado Bonneville twin.